# Alexei Jurjewitsch Schamnow
Alexei Jurjewitsch Schamnow (russisch Алексей Юрьевич Жамнов; * 1. Oktober 1970 in Moskau, Russische SFSR, Sowjetunion) war ein sowjetischer und russischer Eishockeyspieler (Center) und ist jetzt ein russischer Eishockeytrainer. Seit Juni 2015 ist er General Manager des HK Spartak Moskau aus der Kontinentalen Hockey-Liga.

## Karriere
Als Spieler des HK Dynamo Moskau wurde er beim NHL Entry Draft 1990 von den Winnipeg Jets in der vierten Runde an 77. Stelle gezogen. Erst nach den Olympischen Spielen 1992 wechselte er nach Übersee und sorgte in einer Sturmreihe mit Teemu Selänne und Keith Tkachuk für aufsehen. Der Stürmer erzielte am 1. April 1995 fünf Tore in einem 7:7-Unentschieden gegen die Los Angeles Kings.
Das Team wechselte zur Saison 1996/97 nach Phoenix, doch der Weg von Alexei ging zu den Chicago Blackhawks. Dorthin war er im Tausch für Jeremy Roenick abgegeben worden. Auch hier konnte er überzeugen und wurde 2002 zum Kapitän der Hawks.
Im Laufe der Saison 2003/04 verpflichteten ihn die Philadelphia Flyers, doch nach Saisonende wurde in der NHL gestreikt. Während des Streiks spielte er für Witjas Tschechow in der russischen Superliga. Gleichzeitig lief sein Vertrag mit den Flyers aus und die Boston Bruins nahmen Schamnow als Free Agent unter Vertrag. Nach der Saison 2005/06 beendete er seine Karriere und wurde General Manager von Witjas Tschechow.
Im Januar 2010 kündete er sein Comeback bei Witjas Tschechow an, absolvierte jedoch kein Spiel für den Verein. Im Dezember 2012 verließ er Witjas. Vor der Saison 2013/14 wurde er General Magaer bei Atlant Moskowskaja Oblast, parallel war er ab Oktober 2013 Assistenztrainer des Klubs. Aufgrund finanzieller Probleme zog sich Atlant nach der Saison 2014/15 vom Spielbetrieb zurück und Schamnow wurde General Manager des HK Spartak Moskau, der Atlants Startplatz übernahm. Seit Oktober 2018 ist Schamnow parallel auch Cheftrainer der Mannschaft.
Ende September 2021 wurde Alexei Schamnow neuer Trainer der russischen Eishockeynationalmannschaft. Darauf einigte sich der einberufene Expertenrat aus Wladislaw Tretjak, Boris Michailow, Waleri Kamenski und Pawel Bure. Der bisherige Trainer Waleri Bragin wird ihm als Berater zur Verfügung stehen. Zunächst ist Schamnow für die Mannschaft bei den Olympischen Winterspielen 2022 in Peking verantwortlich.

## Erfolge und Auszeichnungen
- Goldmedaille bei den Olympischen Winterspielen 1992 in Albertville
- Silbermedaille bei den Olympischen Winterspielen 1998 in Nagano
- Bronzemedaille bei den Olympischen Winterspielen 2002 in Salt Lake City
- NHL Second All-Star Team: 1995
- Teilnahme am NHL All-Star Game: 2002

## Karrierestatistik
(Legende zur Spielerstatistik: Sp oder GP = absolvierte Spiele; T oder G = erzielte Tore; V oder A = erzielte Assists; Pkt oder Pts = erzielte Scorerpunkte; SM oder PIM = erhaltene Strafminuten; +/− = Plus/Minus-Bilanz; PP = erzielte Überzahltore; SH = erzielte Unterzahltore; GW = erzielte Siegtore; 1 Play-downs/Relegation; Kursiv: Statistik nicht vollständig)